# Volta (Album)
Volta ist das sechste Soloalbum der isländischen Sängerin und Songschreiberin Björk. Eine Inspiration für das Album war die Tsunamikatastrophe in Indonesien am 26. Dezember 2004. Es wurde in Deutschland am 9. Mai 2007 veröffentlicht.

## Der Name des Albums
Der Name des Albums Volta nimmt Bezug auf den italienischen Naturforscher und Erfinder Alessandro Volta, den Volta-Fluss und Stausee in Nordwestafrika, sowie auf den Volta-Tanz aus dem 16. Jahrhundert.

## Trackliste
1. Earth Intruders (Björk, Nate Hills, Timothy Mosley) – 6:13
2. Wanderlust (Björk, Sjón) – 5:50
3. The Dull Flame of Desire – 7:30
4. Innocence (Björk, Hills, Mosley) – 4:26
5. I See Who You Are (Mark Bell, Björk) – 4:21
6. Vertebrae by Vertebrae – 5:07
7. Pneumonia – 5:13
8. Hope (Björk, Mosley) – 4:02
9. Declare Independence (Bell, Björk) – 4:10
10. My Juvenile – 4:01

## Kooperation
Auf dem Album hat Björk mit einer Vielzahl an Künstlern zusammengearbeitet, darunter wieder der isländische Autor und Dichter Sjón, ein isländischer Produzent, der wie auch Mark Bell mehrfach mit Björk zusammengearbeitet hat. Erstmals entstand ein Song mit dem US-amerikanischen Produzenten Timbaland, der u. a. die Beats der Singleauskopplung „Earth Intruders“ produzierte. Des Weiteren sind auf dem Album die Sängerin, Liederschreiberin und Pianistin Antony Hegarty, die beiden Schlagzeuger Brian Chippendale und Chris Corsano, der malische Kora-Spieler Toumani Diabaté sowie die chinesische Pipa-Spielerin Min Xiao-Fen zu hören. Die Blechbläserinnen von „The Icelandic Wonder Brass“ zu Trompete und Flügelhorn ergänzen das Orchester.

## Singles
- Earth Intruders (4/07)
- Innocence (7/07)
- Declare Independence (1/08)
- Wanderlust (6/08)
- The Dull Flame of Desire (9/08)

## Artwork
Auf dem Cover des Albums zeigt sich Björk in einer farbenfrohen Skulptur, welche die Erde symbolisieren soll und somit das Konzept des Albums einfängt. Gestaltet wurde sie vom deutschen Künstler Bernhard Wilhem in Zusammenarbeit mit der Designagentur „m/m <paris>“, die u. a. auch das Artwork der beiden Vorgänger-Alben Vespertine und Medúlla gestalteten. Die Fotos machte der britische Fotograf Nick Knight, der ebenfalls schon lange mit Björk zusammenarbeitet. Weitere Aufnahmen, die im Inneren des Albums zu sehen sind, wurden von Inez van Lamsweerde und Vinoodh Matadin gemacht.

## Tour

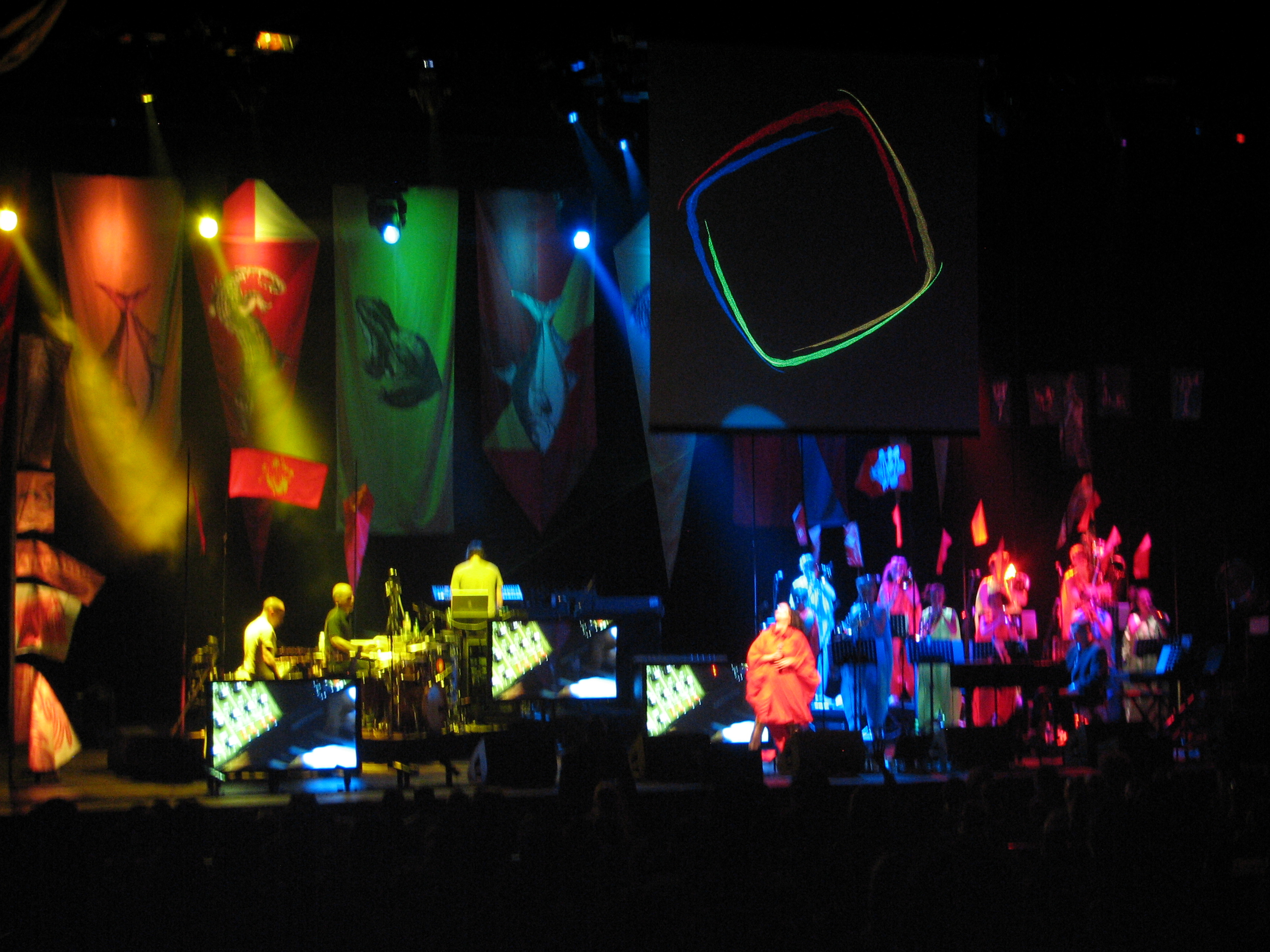
Björk auf Tour mit dem Album Volta

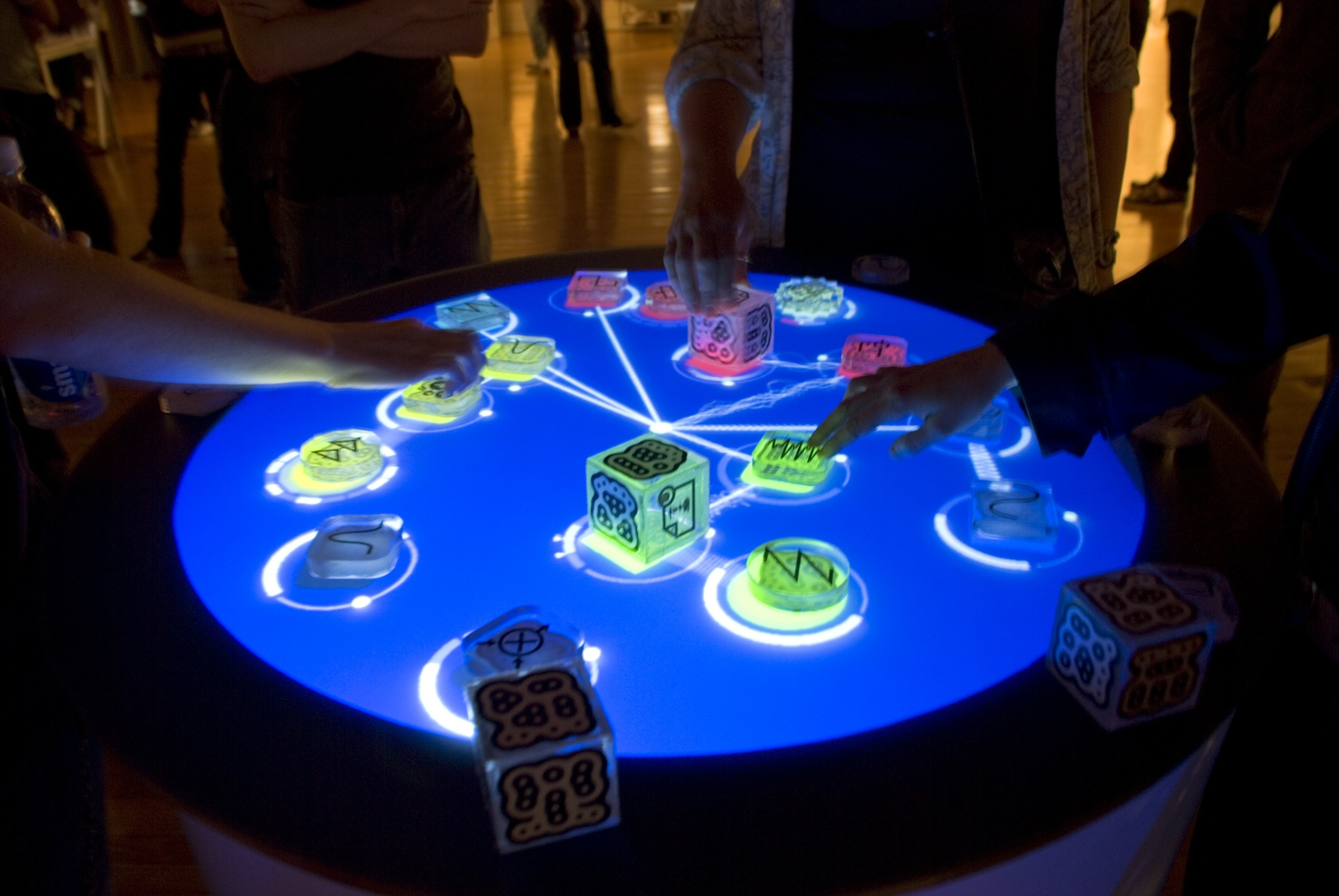
Reactable

Mit dem Album war Björk 2007/2008 insgesamt 18 Monate weltweit auf Tour. Darunter trat sie auf in Island, Kanada, den USA, Schottland, Irland, Frankreich, der Schweiz, Spanien, den Niederlanden, Dänemark, Polen und Belgien. Die Titelliste umfasste dabei ungefähr 40 Songs. Erstmals mit auf Tour war der Reactable, ein modularer Synthesizer mit einem Tangible User Interface das von einer Gruppe digitaler Instrumentenbauer an der Universität Pompeu Fabra in Barcelona entwickelt wurde. Von diesem einzigartigen elektronischen Musikinstrument gab es zu der Zeit weltweit nur zwei Exemplare, wovon sich Björk für die Volta-Tour eines ausgeliehen hatte. Mittlerweile wird der Reactable auch kommerziell hergestellt, und ist unter anderem auch als Software-Instrument für Smartphones erhältlich. Mit auf Tour waren auch weitere experimentelle Musikinstrumente, wie etwa das Tenori-on von Yamaha und der Lemur, damals einer der ersten Multitouch-Controller.

## Kritik
„Im Unterschied zur filigranen Arbeit, die sie mit zahllosen Schichten von Beats und Sounds auf ›Vespertine‹ geleistet hat, klingen die Beats auf ›Volta‹ wesentlich organischer und impulsiver. Mehr Holz, mehr Beats von richtigen Trommeln, mehr Stammesklänge.“

„Björk wollte ein tanzbares und optimistisches Album herausbringen, wer jetzt aber itchy Party-People-Music erwartet, liegt natürlich (und zum Glück) schief. Nur zu gut gelingt es ihrer komplexen Ausdruckskraft, uns gerade in leisen Momenten unerwartet über Klippen zu stürzen, um im freien Fall dann wieder gepackt und hochgerissen zu werden. ‚I love your eyes my dear, that splendit sparkling fire‘, bekennt sie in ‚The Dull Flame Of Desire‘. Während Antony Hegarty von satten Bläsern getragen empfindlich gebrochen fortführt: ‚… when suddenly you raise them so to cast a swift embracing glace.‘ Bei ‚Declare Independence‘ kann ich mir Björk übrigens bestens auf der Bühne vorstellen, wie sie mit erhobener Faust schreiend sich selbst und ihr Publikum anfeuert, endlich Farbe zu bekennen und gemeinsam zu feiern.“

„Afrikanische Trommelrhythmen, verzerrte Synthieklänge, esoterische Klangwelten, Nebelhörner – und dazwischen heult diese immerleidende Pop-Sirene, die so einzigartig ist wie ihre ganze Musik. Keiner hat im Popbiz bisher so erfolgreich experimentiert wie Björk.“

„Trotz weicherer Klänge, dem Einsatz von richtigen Instrumenten anstatt nur ihrer Stimme als Soundmachine und einem kleinen Schritt Richtung Mainstream fragt man sich bei dem einen oder anderen Lied doch, was genau sie uns damit sagen will. Wie etwa bei der andauernden Sequenz der ersten Single ‚Earth Intruders‘, in der man nichts anderes als marschierende Menschen hört. […] Björk wird wohl nie ganz zum Mainstream überlaufen. Ihre Devise war, ein ‚vollmundiges‘ Album zu machen. Das ist ihr gelungen – endlich macht es wirklich mal wieder Spaß, ihr zuzuhören.“